# Tupý vrch
Tupý vrch (historyczna nazwa niem. Sümpfen Kamp, cz. Tupý) – szczyt (góra) o wysokości 1123 m n.p.m. (podawana jest też wysokość 1122,5 m n.p.m.  ) w paśmie górskim Wysokiego Jesionika (cz. Hrubý Jeseník), w północno-wschodnich Czechach, w Sudetach Wschodnich, na Morawach, w obrębie gminy Loučná nad Desnou, oddalony o około 4,4 km na zachód od szczytu góry Pradziad (cz. Praděd). Rozległość góry (powierzchnia stoków) szacowana jest na około 1,4 km², a średnie nachylenie wszystkich stoków wynosi około 25°.

## Charakterystyka

### Lokalizacja

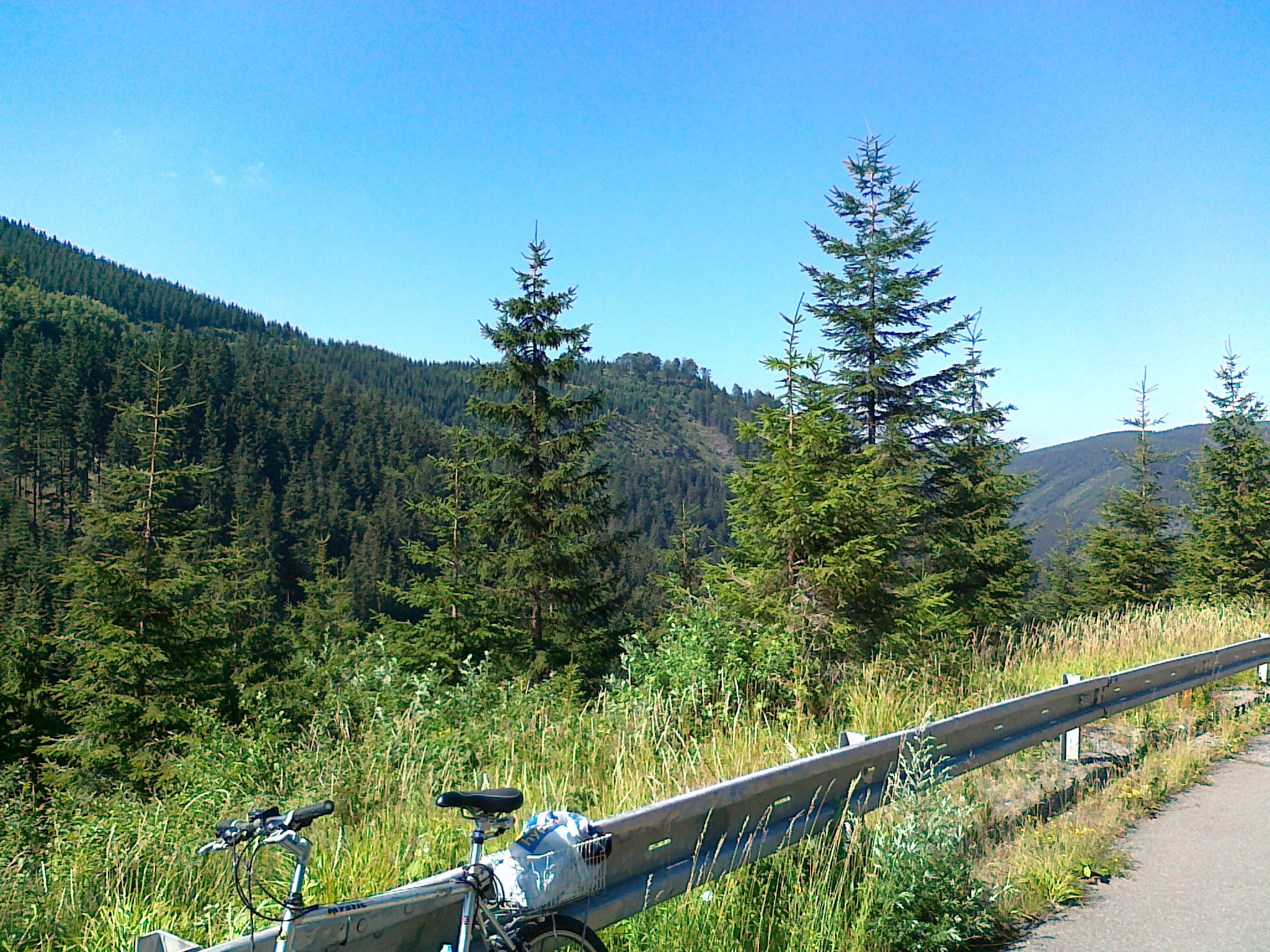
Widok z czerwonego szlaku rowerowego na górę Tupý vrch (2012 rok)

Góra Tupý vrch położona jest nieco na zachód od centrum całego pasma Wysokiego Jesionika, leżąca w części Wysokiego Jesionika, w północnym obszarze (mikroregionu) o nazwie Masyw Pradziada (cz. Pradědská hornatina) na odgałęzieniu, biegnącym od bocznego grzbietu Masywu Pradziada, ciągnącym się od góry Hubertka do przełęczy Vlčí sedlo. Jest górą dobrze rozpoznawalną, położoną przy dolinie rzeki Divoká Desná oraz blisko obu zbiorników wodnych elektrowni szczytowo-pompowej Dlouhé Stráně, a ponadto z widocznymi charakterystycznymi szczytowymi skaliskami. Jest ona niejako „doczepiona” do masywu góry Dlouhé stráně. Jest szczytem niewidocznym m.in. z drogi okalającej połać szczytową góry Pradziad, bo przysłonięty szczytem Velký Děd, a z innego charakterystycznego punktu widokowego – z drogi okalającej szczyt góry Dlouhé stráně jest widoczny nieco na prawo poniżej linii patrzenia na przełęcz Sedlo Pod Malým Jezerníkem. Szczyt można dojrzeć m.in. z czerwonego szlaku rowerowego  w pobliżu góry Velká Jezerná czy też z doliny rzeki Divoká Desná.
Górę ograniczają: od południa przełęcz o wysokości 1093 m n.p.m. w kierunku góry Dlouhé stráně, od zachodu dolina potoku o nazwie Borový potok, od północnego zachodu, północy, północnego wschodu i wschodu dolina rzeki Divoká Desná oraz od południowego wschodu dolina potoku Jezerná. W otoczeniu góry znajdują się następujące szczyty: od północy Hřbety i Nad Petrovkou, od północnego wschodu Malý Jezerník, Velký Jezerník–JZ i Medvědí hřbet, od południowego wschodu Divoký kámen i Velká Jezerná, od południa Malá Jezerná, od południowego zachodu Vřesník, Dlouhé stráně, Mravenečník i Kamenec (1), od zachodu Rysí skála i Medvědí hora oraz od północnego zachodu Sokolka i Hřbety–JZ.

### Stoki
W obrębie góry można wyróżnić cztery następujące zasadnicze stoki:
- północno-zachodni
- północny
- północno-wschodni
- wschodni

Występują tu wszystkie typy zalesienia: bór świerkowy, las mieszany oraz las liściasty, przy czym dominuje zalesienie borem świerkowym. Górne partie wszystkich stoków pokryte są w większości borem świerkowym, natomiast w miarę obniżania wysokości pojawiają się obszary lasu mieszanego i lasu liściastego. Wszystkie stoki charakteryzują się znaczną zmiennością wysokości zalesienia oraz występującymi znacznymi polanami. Na stokach północnym i wschodnim występują znaczne ogołocenia, a u podnóża stoku północnego znajduje się znaczna przecinka na poprowadzoną wzdłuż napowietrzną linię przesyłową prądu o napięciu 400 kV z elektrowni szczytowo-pompowej Dlouhé Stráně. Ponadto u podnóża stoku wschodniego znajduje się budynek Infocentrum VPE i parking oraz inne obiekty towarzyszące elektrowni. Na stoku wschodnim w odległości około 300 m na południowy wschód od szczytu, na wysokości około 950 m n.p.m. znajduje się grupa skalna na długości około 150 m.
Stoki mają stosunkowo jednolite, strome i mało zróżnicowane nachylenia. Średnie nachylenie stoków waha się bowiem od 23° (stok północno-zachodni) do 29° (stok wschodni). Średnie nachylenie wszystkich stoków góry (średnia ważona nachyleń stoków) wynosi około 25°. Maksymalne średnie nachylenie na stoku wschodnim przy grupie skalnej, na odcinku 50 m nie przekracza 50°. Stoki pokryte są nielicznymi drogami m.in. droga u podnóża stoku północnego (wzdłuż doliny rzeki Divoká Desná) oraz na ogół nieoznakowanymi nielicznymi ścieżkami i duktami. Przemierzając je zaleca się korzystanie ze szczegółowych map, z uwagi na zawiłości ich przebiegu, zalesienie oraz zorientowanie w terenie.

#### Schnellerův kříž
W odległości około 25 m od niebieskiego szlaku turystycznego , biegnącego ze skrzyżowania turystycznego Pod Medědí horou w kierunku końcowego przystanku turystycznego Vodopád na Borovém potoce postawiono krzyż tzw. Schnellerův kříž, na wysokości około 730 m n.p.m. stoku północno-zachodniego. Ustawiono go ku pamięci leśnika Richarda Schnellera, który tragicznie zginął w wypadku, w tym miejscu 13 lutego 1934 roku. Jest on drewniany, zamocowany w podłożu, z przymocowaną do niego od tyłu drewnianą tablicą z napisem Richard Schneller oraz daszkiem ochronnym. Pod metalową figurą Chrystusa umieszczono datę 13.II.1934.

### Szczyt

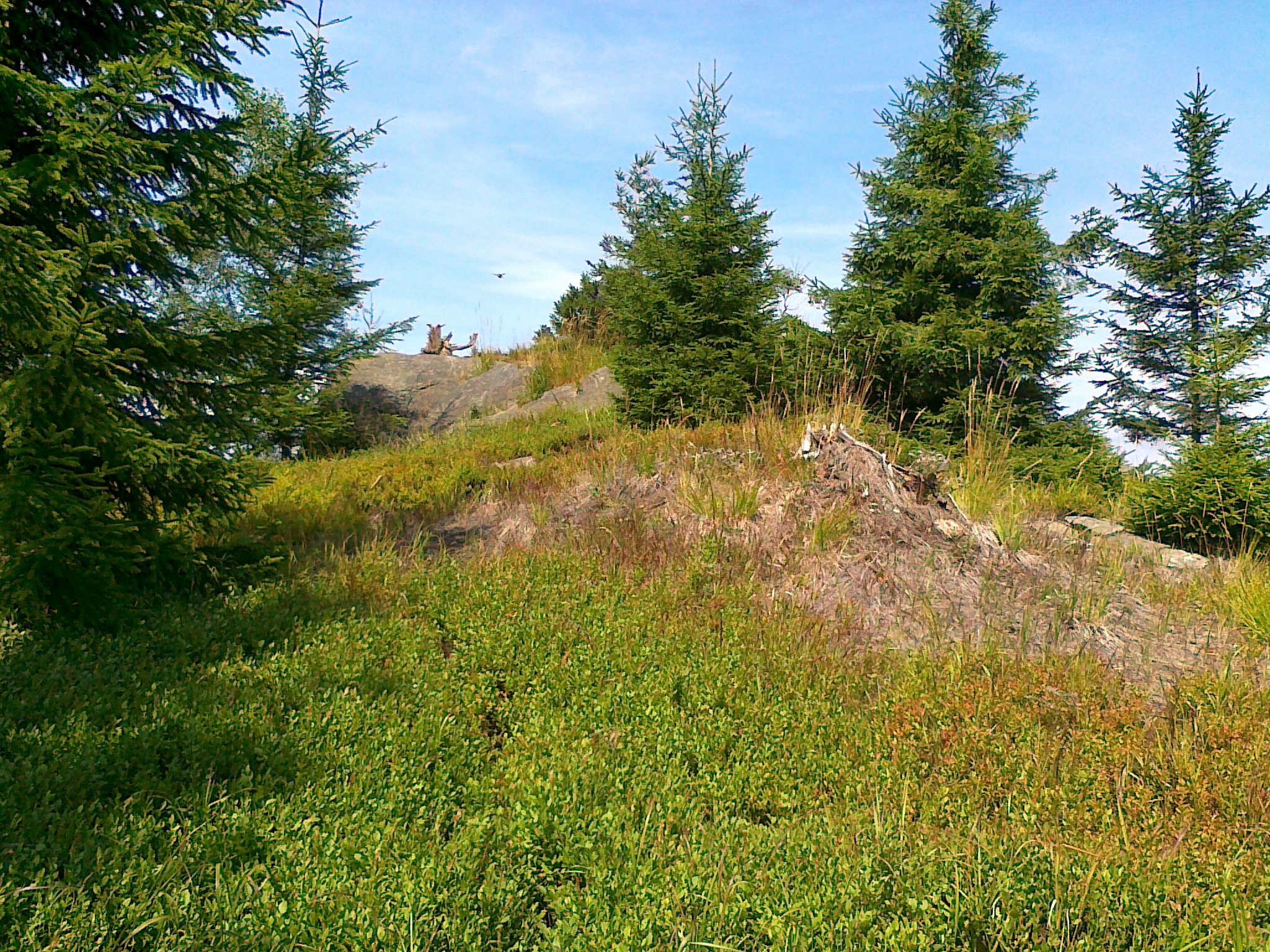
Widok na skalisko szczytowe góry Tupý vrch (2017 rok)

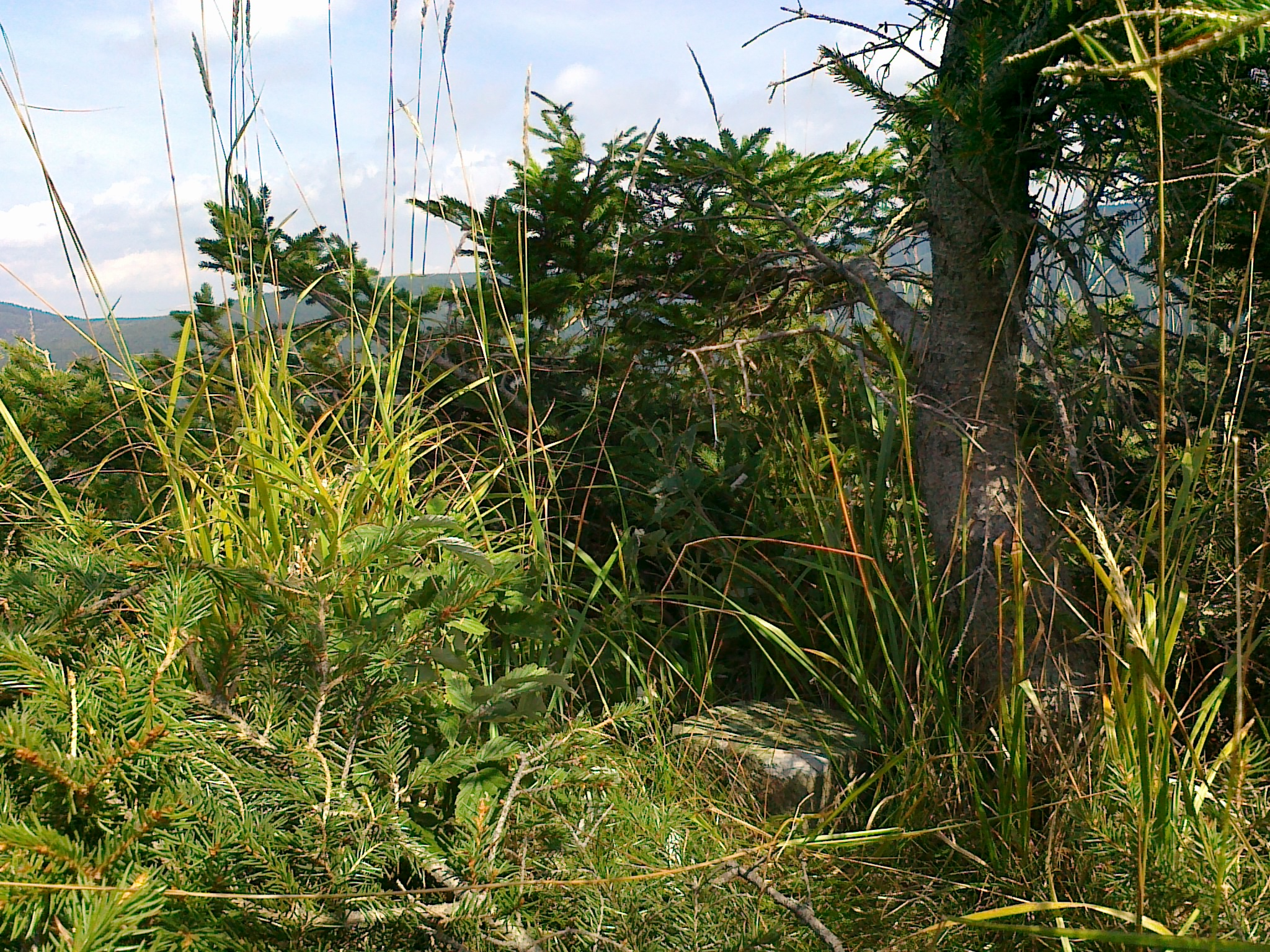
Zarośnięty roślinnością punkt geodezyjny na skalisku szczytowym góry Tupý vrch (2017 rok)

Na szczyt nie prowadzi żaden szlak turystyczny. Na szczycie znajduje się skalisko, na którym zamontowano punkt geodezyjny, oznaczony na mapach geodezyjnych numerem (23.), o wysokości 1122,54 m n.p.m. oraz współrzędnych geograficznych (50°05′16,56″N 17°10′12,96″E/50,087933 17,170267). Skalisko szczytowe jest wokół zalesione borem świerkowym, pokryte wokół trawą wysokogórską i jest ograniczonym punktem widokowym. 
Dojście do szczytu następuje z czerwonego szlaku rowerowego  i okrężnej drogi biegnącej wokół kopuły szczytowej na wysokości około 1075 m n.p.m. . Od tej drogi kilkoma przecinkami biegną ścieżki prowadzące do skaliska szczytowego. Ponadto blisko tej drogi w przełęczy pomiędzy szczytami Tupý vrch i Dlouhé stráně ustawiono niewielki schron turystyczny.

### Geologia
Pod względem geologicznym masyw góry Tupý vrch należy do jednostki określanej jako kopuła Desny i zbudowany jest ze skał metamorficznych, głównie: gnejsów (biotytów, chlorytów i muskowitów), fyllonitów, migmatytów i amfibolitów oraz domieszek nielicznych innych cennych minerałów jak np. granatów.

### Wody
Grzbiet główny (grzebień) góry Pradziad, biegnący od przełęczy Skřítek do przełęczy Červenohorské sedlo oraz dalej do przełęczy Ramzovskiej (cz. Ramzovské sedlo) jest częścią granicy Wielkiego Europejskiego Działu Wodnego, dzielącej zlewiska Morza Bałtyckiego i Morza Czarnego . 
Szczyt wraz ze stokami położony jest na południowy zachód od tej granicy, należy więc do zlewni Morza Czarnego, do którego płyną wody m.in. z dorzecza Dunaju, będącego przedłużeniem płynących z tej części Wysokiego Jesionika rzek i górskich potoków (m.in. płynącej w pobliżu góry rzeki Divoká Desná i płynących potoków: Borový potok czy Jezerná). 

## Ochrona przyrody
Cała góra znajduje się w obrębie wydzielonego obszaru objętego ochroną o nazwie Obszar Chronionego Krajobrazu Jesioniki (cz. Chráněná krajinná oblast (CHKO) Jeseníky), a utworzonego w celu ochrony utworów skalnych, ziemnych i roślinnych oraz rzadkich gatunków zwierząt. Na stokach nie utworzono żadnych rezerwatów przyrody lub innych obiektów nazwanych pomnikami przyrody. Ponadto na obszarze góry nie wytyczono żadnych ścieżek dydaktycznych.

## Turystyka
W obrębie góry nie ma żadnego schroniska lub hotelu górskiego. Do osady Kouty nad Desnou z bazą hoteli i pensjonatów jest od szczytu około 3 km w kierunku północno-zachodnim. Poza tym w odległości około 5,2 km w kierunku południowo-wschodnim od szczytu, przy drodze Hvězda – Pradziad, na stoku góry Petrovy kameny znajdują się hotele górskie: Ovčárna i Figura oraz schronisko Sabinka. Nieco bliżej, bo około 4,3 km na wschód od szczytu, na wieży Pradziad: hotel Praděd, około 4,5 km na południowy wschód od szczytu schronisko Barborka i około 4,1 km na południowy wschód od szczytu hotel Kurzovní chata. Ponadto w odległości około 3,9 km na południowy wschód od szczytu położona jest jedna z najstarszych chat Wysokiego Jesionika Františkova myslivna, postawiona w 1865 roku przez rodzinę Kleinów, wówczas jako chata łowiecka. Obecnie służy jako niewielkie schronisko turystyczne z ograniczoną bazą noclegową, dysponujące tylko 16 miejscami (własność prywatna). Warto dodać, że góra ma ograniczone znaczenie turystyczne, jej urok można podziwiać podczas wędrówki, przemierzając dolinę przy rzece Divoká Desná.
Kluczowym punktem turystycznym jest oddalone o około 1,3 km na północny zachód od szczytu (blisko podnóża stoku północno-zachodniego) skrzyżowanie turystyczne Pod Medvědí horou, z podaną na tablicy informacyjnej wysokością 665 m, przez które przechodzi jedyny szlak turystyczny i jedyny szlak rowerowy. 

### Szlaki turystyczne i rowerowe oraz trasy narciarskie
Klub Czeskich Turystów (cz. Klub Českých Turistů) wytyczył w obrębie góry jeden szlak turystyczny przebiegający u podnóża stoku północnego tylko fragmentarycznie na odcinkach kilkuset metrów na trasie:
 Kouty nad Desnou – dolina rzeki Divoká Desná – U Kamenné chaty – narodowy rezerwat przyrody Praděd – Velký Děd – szczyt Pradziad
U podnóża stoku północnego wyznaczono również jedyny szlak rowerowy na trasie:
 Loučná nad Desnou – góra Seč – góra Čepel – góra Mravenečník – Medvědí hora – Kamenec (1) – góra Dlouhé stráně – góra Velká Jezerná – dolina rzeki Divoká Desná – Kouty nad Desnou – góra Černá stráň – przełęcz Přemyslovské sedlo – góra Tři kameny – góra Ucháč – góra Jelení skok – góra Loveč – góra Lískovec – Loučná nad Desnou
W obrębie stoków nie wytyczono żadnej trasy narciarstwa biegowego, ani żadnej trasy narciarstwa zjazdowego.